# Волошовское сельское поселение
Волошо́вское се́льское поселе́ние — муниципальное образование в юго-западной части Лужского муниципального района Ленинградской области. Административный центр — посёлок Волошово.

## Географическое положение
Расположено в западной части района.
Граничит:
- на севере с Толмачёвским городским поселением
- на востоке с Лужским городским поселением
- на юго-востоке с Серебрянским сельским поселением
- на юге с Псковской областью
- на западе с Осьминским сельским поселением

По территории поселения проходит автодорога:
- 41К-145 (Ретюнь — Сара-Лог)

Расстояние от административного центра поселения до районного центра — 75 км.

## Природа
Рельеф территории равнинный, абсолютные высоты 0—100 метров над уровнем моря.
Климат умеренно континентальный. Средняя температура июля 17 °C, января — −8 °C. Среднегодовое количество осадков 650—700 мм.
По территории поселения протекает река Саба.
Почвы среднеподзолистые и слабоподзолистые.
Леса коренные, сосновые. Уровень лесистости средний и высокий.
На территории поселения расположен Комплексный региональный заказник Сяберский.

## История
В начале 1920-х годов в составе Бельско-Сяберской волости Лужского уезда был образован Бередниковский сельсовет.
В августе 1927 года Бередниковский сельсовет вошёл в состав Лужского района Ленинградской области.
В ноябре 1928 года центр Бередниковского сельсовета был переведён в деревню Волошово, а сельсовет переименован в Волошовский.
22 мая 1965 года к сельсовету был присоединён упразднённый Островенский сельсовет.
По данным 1990 года в состав Волошовского сельсовета был включён ликвидированный Сабицкий сельсовет.
18 января 1994 года постановлением главы администрации Ленинградской области № 10 «Об изменениях административно-территориального устройства районов Ленинградской области» Волошовский сельсовет, также как и все другие сельсоветы области, преобразован в Волошовскую волость.
С 1 января 2006 года в соответствии с областным законом № 65-оз от 28 сентября 2004 года «Об установлении границ и наделении соответствующим статусом муниципального образования Лужский муниципальный район и муниципальных образований в его составе» образовано Волошовское сельское поселение, в состав которого вошла территория бывшей Волошовской волости.

## Население
| 2006  | 2010  | 2011  | 2012  | 2013  | 2014  | 2015  |
| ----- | ----- | ----- | ----- | ----- | ----- | ----- |
| 1500  | ↗1511 | ↗1526 | ↗1530 | ↘1508 | ↘1481 | ↘1468 |
| 2016  | 2017  | 2018  | 2019  | 2020  | 2021  | 2023  |
| ↘1414 | ↘1383 | ↘1353 | ↘1298 | ↘1258 | ↗1359 | ↘1309 |
| 2024  | 2025  |       |       |       |       |       |
| ↘1299 | ↘1274 |       |       |       |       |       |

## Состав сельского поселения
На территории поселения находятся 17 населённых пунктов — 1 посёлок и 16 деревень:
| №  | Населённый пункт | Тип населённого пункта          | Население    |
| -- | ---------------- | ------------------------------- | ------------ |
| 1  | Антоновка        | деревня                         | ↗4 (2017)    |
| 2  | Белая Горка      | деревня                         | ↘15 (2017)   |
| 3  | Бередниково      | деревня                         | ↘18 (2017)   |
| 4  | Большие Сабицы   | деревня                         | ↘52 (2017)   |
| 5  | Вёрдуга          | деревня                         | ↘11 (2017)   |
| 6  | Волошово         | посёлок, административный центр | ↗1195 (2017) |
| 7  | Елемно           | деревня                         | ↘5 (2017)    |
| 8  | Жилое Горнешно   | деревня                         | ↘3 (2017)    |
| 9  | Завердужье       | деревня                         | ↘5 (2017)    |
| 10 | Заклинье         | деревня                         | →11 (2017)   |
| 11 | Затрубичье       | деревня                         | ↘12 (2017)   |
| 12 | Ложок            | деревня                         | ↘1 (2017)    |
| 13 | Олешно           | деревня                         | ↘10 (2017)   |
| 14 | Островно         | деревня                         | ↗53 (2017)   |
| 15 | Пустое Горнешно  | деревня                         | ↗2 (2017)    |
| 16 | Сяберо           | деревня                         | ↘37 (2017)   |
| 17 | Усадище          | деревня                         | ↘22 (2017)   |

28 декабря 2004 года в связи с отсутствием жителей была упразднена деревня Загорье.

## Органы местного самоуправления
Местное самоуправление в поселении осуществляется на основании устава, который был утверждён решением Совета депутатов Волошовского сельского поселения Лужского муниципального района Ленинградской области от 30 ноября 2005 года № 18. Он состоит из 7 глав, которые включают в себя 62 статьи.

### Представительная власть
Представительную власть в поселении осуществляет Совет депутатов, состоящий из 10 депутатов, избираемых жителями поселения сроком на 4 года.
Совет депутатов района возглавляет глава поселения, выбираемый Советом из своих рядов.
В Совете депутатов сформированы следующие постоянные комиссии:
- По бюджету, налогам и экономическому развитию
- По вопросам муниципального имущества, земельным отношениям, строительству, архитектуре, вопросам жилищно-коммунального хозяйства, благоустройства, охране окружающей среды
- По социальным вопросам

### Исполнительная власть
Исполнительную власть в поселении осуществляет администрация. Глава администрации назначается Советом депутатов из числа кандидатов, отобранных специальной конкурсной комиссией, члены которой назначаются Советом депутатов поселения и губернатором Ленинградской области. Также в состав администрации входят 2 специалиста 1 категории и 2 специалиста.
Администрация поселения расположена по адресу: Ленинградская область, Лужский район, посёлок Волошово, улица Северная, дом 7.

## Транспорт
По территории поселения проходит автомобильная дорога 41К-145 (Ретюнь — Сара-Лог).
Автобусное сообщение представлено двумя маршрутами, которые обслуживаются Лужским муниципальным унитарным пассажирским автопредприятием:
- № 180 Луга — Большие Сабицы (9 рейсов в неделю)
- № 180А Луга — Волошово (летний, 2 рейса в неделю)

В 1957 году была построена торфовозная узкоколейная железная дорога Лямцево — Пряслино — Волошово. В начале 1990-х годов она была разобрана.

## Связь
На территории поселения расположены 4 почтовых отделения:
- Волошово — 188282
- Большие Сабицы — 188280
- Островно — 188283
- Сяберо — 188281

## Социальная сфера
В посёлке Волошово, в доме № 22 по Школьной улице, расположено МОУ «Волошовская средняя общеобразовательная школа».
В посёлке Волошово расположены амбулатория и аптека.

## Достопримечательности
В деревне Сяберо расположены:
- Церковь Спаса Нерукотворного образа
- Святой источник святой великомученицы Параскевы Пятницы